# 斯温氏鵟
斯温氏鵟（学名：Buteo swainsoni）是一種大型的鵟。牠們的名字是為紀念英國博物學家威廉·斯文森（William Swainson）。牠們非常喜歡吃蝗科的昆蟲。
斯溫氏鵟棲息在北美洲西部的大草原及乾旱草原。牠們會在樹上或崖上以樹枝築巢。牠們是候鳥，會遷徙到阿根廷過冬，最遠甚至到達挪威。
斯溫氏鵟或其先祖是加拉帕戈鵟（Buteo galapagoensis）的祖先，加拉帕戈斯群島鵟約於30萬年前從大陸的鳥類中分支出來，在演化上算是非常短的時間。

## 特徵

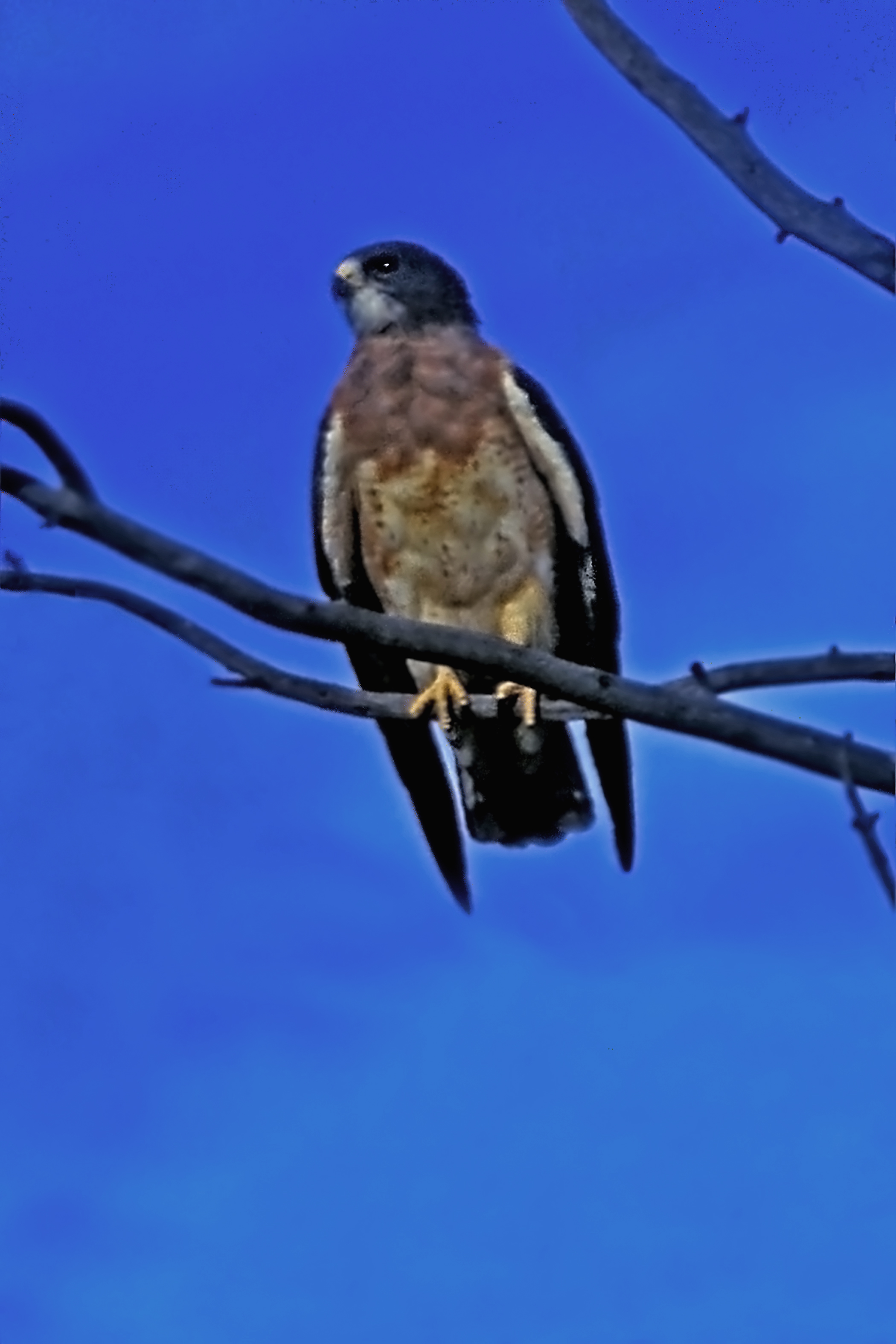
棕色型

斯溫氏鵟是纖幼的猛禽，較紅尾鵟稍為細小。不過較其他鵟而言，其翼展稍長，而雙翼較纖細。飛行時，牠們的雙翼構成兩個平面，高聳時翼端會輕微向前後擺動。
斯溫氏鵟有兩種主要的顏色形態。超過90%都是淺色形態，其餘的為深色形態：
- 淺色形態的成鳥下身白色，胸部深色及有紅色的圍兜，喉嚨及面部白色。翼底有深色間及淡色的飛羽，是北美洲猛禽中獨有的斑紋。尾巴呈灰褐色，有6條深色的窄帶，另有一條較闊的近端帶。上身呈褐色。雛鳥主要呈淡色，有一些深色的斑紋。近端帶並不明顯。在出生後的第一個春天，雛鳥可能因換羽而頭部呈淡色。
- 深色形態的主要是呈深褐色，但尾巴底有淺色的斑塊。另外，亦有一些下身較淺色及有紅色橫紋的變種。兩種的尾巴都像淺色形態的。

## 分佈及遷徙
斯溫氏鵟於春天及夏天主要棲息在北美洲，冬天時則會到南美洲過冬。繁殖地區包括了加拿大艾伯塔省中南部、薩克斯其萬省中部、馬尼托巴省西南部及美國明尼蘇達州南部及西部。牠們最北可以到阿拉斯加中東部及育空西南部繁殖。牠們會沿華盛頓及俄勒岡州東部南下繁榮，且包括加利福尼亞州、亞利桑那州、新墨西哥州及德克薩斯州的部份地區。其東邊的分佈地包括明尼蘇達州、愛阿華州西北部、內布拉斯加州、堪薩斯州及奧克拉荷馬州，但不包括德克薩斯州東部。牠們有時會在愛阿華州出沒，而在密蘇里州西北部、伊利諾伊州北部及威斯康辛州西南部則較稀少。
在科羅拉多州東南部及沿德克薩斯州海岸有細小的群落過冬，這可能是牠們找不到通往墨西哥灣的路線。在較北的地方發現過冬的都多是誤認為斯溫氏鵟的其他鵟屬物種。雛鳥會在阿根廷、烏拉圭及巴西南部的潘帕平原過冬。而成鳥過冬的位置則不詳。
斯溫氏鵟在遷徙的前期並不進食，後期則會如常。遷徙到中美洲的群落甚至不會進食或排泄。牠們可能是北美洲猛禽遷徙得最遠的，由繁殖地至南美洲潘帕平原的遷徙距離至22400公里。每一次遷徙最少達2個月。
斯溫氏鵟會於8-10月離開繁殖地。冬天遷徙會在白天當風轉向遷徙的方向。牠們會乘熱空氣旋轉上升，展開雙翼及收起尾巴滑翔，並逐步下降，隨後會乘另一熱空氣上升。故牠們在空中飛行時會連成一線。牠們會逐步南下至中美洲，所有群落都會穿過巴拿馬地峽。在巴波亞及巴拿馬城等會看見壯觀的遷徙群落。在安地斯山脈，牠們會沿一條狹窄的走廊遷徙。
斯溫氏鵟在巴西會穿越阿克里州及馬托格羅索州，有一些會迷路到達巴拉那州、南里奧格蘭德州及聖保羅州。但奇怪的是一些斯溫氏鵟，包括1-2歲的，也會到達東部的馬拉尼昂州、帕拉、伯南布哥、皮奧伊州及托坎廷斯，距離遷徙路線及過冬地點幾千公里的地方。由此可見一些斯溫氏鵟會在遷徙途中迷路，並全年留在熱帶地區。
到了春天，斯溫氏鵟會經過墨西哥，擴散至其繁殖地。於3月會飛過美國南部的州份，最早於3月下旬到達加拿大南部，最高峰為4月中。

## 生態

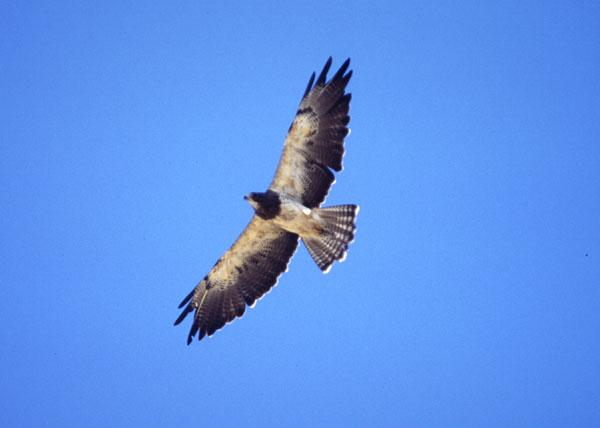
滑翔上升的亮色型斯溫氏鵟

斯溫氏鵟不論是繁殖或過冬時，都是棲息在開放或半開放的鄉郊，如沙漠、草原及大草原。牠們喜歡野外的大草原、牧草地及長滿小麥及紫花苜蓿的草坪，因這是其獵物的棲息地。牠們會停在高處獵食，並將獵物帶給雛鳥。牠們繁殖的分佈與當季細小哺乳動物的分佈有著密切關係。例如在加拿大薩克斯其萬省，牠們與瑞氏黄鼠的分佈地就完全相同。
斯溫氏鵟是地盤性的，會阻止其鵟進入。分佈密度會有所不同，平均每6.5平方公里就有一對。牠們的平均活動範圍為2.5-5平方公里。覓食及遷徙時，牠們會聚集成群，但並非源自社群原因，而是為製造較有利的條件。
斯溫氏鵟、紅尾鵟及王鵟會爭奪地盤。整體上，這三個物種都在同一地區築巢，並獵食相同的獵物。雖然食性重疊，但棲息地卻不會重疊。在美國俄勒岡州，斯溫氏鵟會選擇棲於不同結構的樹上。在加拿大艾伯塔省南部，斯溫氏鵟棲於分散的樹上或河岸，紅尾鵟棲息在高樹上，而王鵟則棲在開放的平原，棲息環境的不同可以幫助減少為食物競爭。
斯溫氏鵟的繁殖困難令牠們棲息得越來越接近另外兩種鵟。牠們一般都可以容忍人類。牠們會受到收割、堆草堆及犁地所吸引。家麻雀、歐洲八哥及其細小鳥類會在接近斯溫氏鵟的地方築巢。

### 獵食及食物

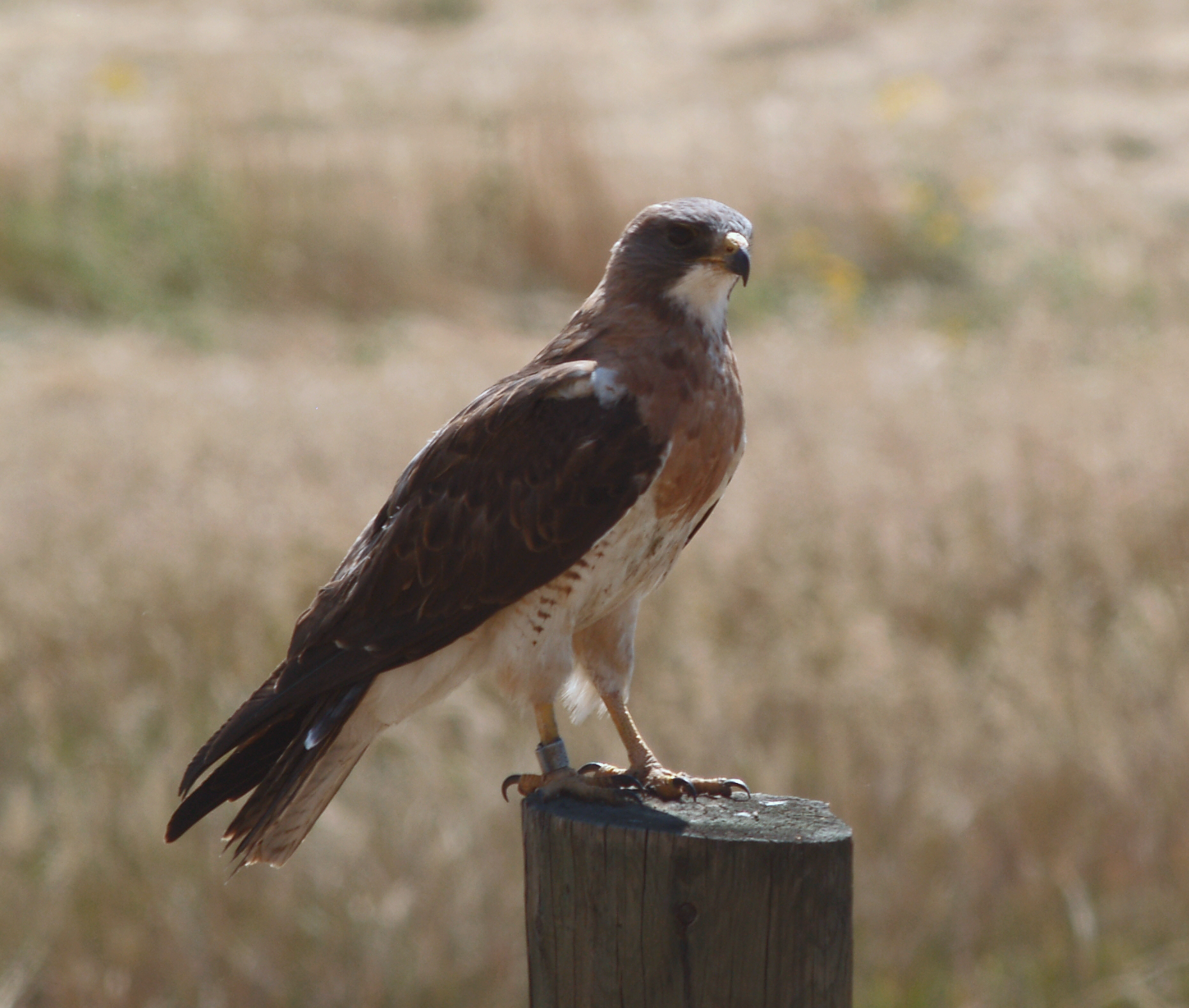
淺色形態的斯温氏鵟

斯溫氏鵟在飛行時會將雙翼構成兩個平面。牠們有時會像灰澤鵟般停留在地面，或像毛足鵟般翱翔。在遷徙時，牠們在晚上會棲在地上。
斯溫氏鵟除了築巢時就主要是吃昆蟲的，包括草蜢、蟋蟀及蝗蟲。牠們飛行時會獵食蜻蜓或蛇蜻蜓，用腳抓住獵物後立即放在喙中。牠們也會以相似的方法獵食蝙蝠。若昆蟲受天氣影響留在地面時，牠們會走到昆蟲堆中喙食。牠們會捕捉因農耕或火勢而走出來的昆蟲。一般而言，牠們會站在較高的地方，如燈柱等候獵物的出現。在阿根廷，未成年的斯溫氏鵟群會獵食遷徙中的蜻蜓。
雙親會將獵物帶給雛鳥，包括細小的哺乳動物（如地松鼠、白尾灰兔、囊鼠、小鼠屬、野兔等）、細小的鳥類（如綠頭鴨、艾草榛雞）、爬行類及兩棲類。牠們是機會主義者，會很快的就食物供應作出調整。
另外亦有發現斯溫氏鵟會吃在馬路上的路死。

### 繁殖及壽命
當斯溫氏鵟於3-4月抵達牠們築巢的位點時，牠們會回到原有的巢中。牠們是一夫一妻制的，對配偶及地盤的忠誠度很高。對於長距離遷徙的候鳥來說是很罕有的。在抵達後的7-15日內，雄鳥開始在地上、石壁或樹上建造鳥巢。巢是以樹枝及草造成，約要2星期來完成。牠們可能會重新建造新巢，或是翻新舊巢或其他的鳥類的巢（如渡鴉、黑嘴喜鵲或美洲鴉）。
有關斯溫氏鵟的求愛方式不詳。其中一種包括在上空盤旋及急降，閃動翼底或臀部及嗚叫，最後俯衝及降落在巢邊。牠們只會在早上及晚上交配。雌鳥有可能在沒有求愛的情況下擺出接受的姿勢。
斯溫氏鵟一般在獨立的樹、防護林帶、河岸樹林或廢棄的農田築巢。築巢的樹包括西黃松、花旗松、雲杉、白楊、當地的楊屬、榆樹、豆科灌木、柳樹、巨人柱及高株絲蘭。巢會築在地面15呎以上，接近樹頂的樹蔭內。巢很易被弄壞，比紅尾鵟的巢還要細小，每一季後多會破裂。

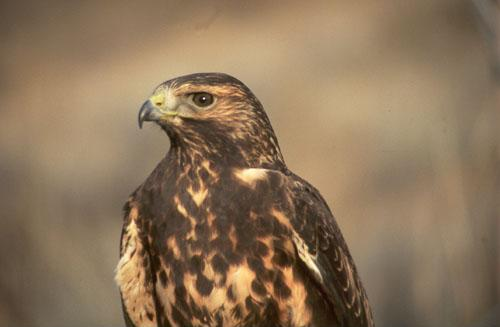
雛鳥頭部特寫

斯溫氏鵟每次會生1-4隻蛋，平均2-3隻。蛋吐橢圓形，長57毫米及闊46毫米。表面光滑，主要呈白色，有藍色或綠色色彩。孵化期間，鳥蛋會快速變成暗白色。一些蛋是素白色的，其他的則有淺褐色的斑點。孵化期為34-35日，由雌鳥孵化，雄鳥會負責帶來食物。
雛鳥在出生後的9-11日就會長出飛羽。在15-30日大時是最容易死亡的時期，有可能是兄弟間互相殘殺。雛鳥在33-37日大時就會離開鳥巢，於38-46日大就會換羽。雛鳥會由父母照顧約4-5星期。牠們每年會繁殖一次，且似乎不會生取代的蛋。
紀錄下野外最老的斯溫氏鵟24歲。牠們會因路死、非法射殺、觸電及惡劣天氣而死亡。在一項研究中就發現風暴及冰雹破壞了30%的巢。大雕鴞會掠食牠們的蛋。另外，牠們的蛋經常會出現不明的不孕。

### 保育狀況

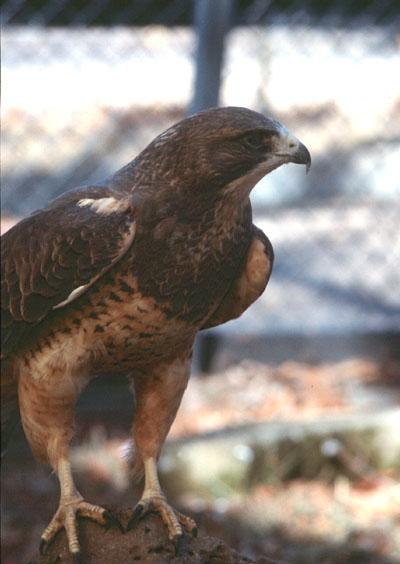
受傷的斯溫氏鵟。

斯溫氏鵟的數量自21世紀上半葉就開始下降，於1972年至1982年間就牠們在美國被列為瀕危。不過由於其數量發現較以往所想的豐富，故世界自然保護聯盟亦認為牠們是無危。
令斯溫氏鵟數量減少的主因是在阿根廷的過冬位點有殺蟲劑的使用。當地的農民使用殺蟲劑（滴滴涕及久效磷）來控制草蜢及蝗蟲的橫行，斯溫氏鵟在吃下牠們時就吸入了殺蟲劑。
斯溫氏鵟在墨西哥北部至南部的生活得非常理想，但是在俄勒岡州及加利福尼亞州南部的數量就大幅下降，原因是失去棲息地或農耕工作。農耕工作令牠們主要的食物，如地松鼠及草蜢的數量減少。
雖然斯溫氏鵟住近人類，但牠們卻很容易受到騷擾。由於牠們溫和，很易成為射殺的對象。

## 觀鳥

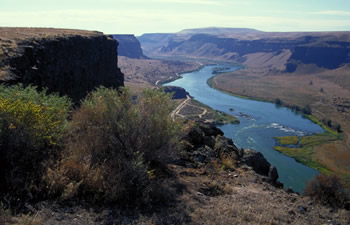
蛇河峽谷的猛禽國家保護區。

觀察斯溫氏鵟的一個好地點是在美國愛達荷州的蛇河峽谷的猛禽國家保護區（Snake River Birds of Prey National Conservation Area）。於3月中、5月及6月都經常可以見到斯溫氏鵟，尤其是在早上及晚上獵食的時間。在4月，斯溫氏鵟會忙於交配及保護鳥蛋，故很難見到牠們。於7月由於溫度上升而令獵物稀少，很多斯溫氏鵟都會遷走。

## 外部連結
- Smithsonian Migratory Bird Center
- The Nature Conservancy Birds of Prey: Swainson's Hawk （页面存档备份，存于）
- South Dakota Birds and Birding （页面存档备份，存于）
- Cornell Lab of Ornithology （页面存档备份，存于）
- USGS Patuxent Bird Identification InfoCenter （页面存档备份，存于）
- Watch 斯溫氏鵟的紀錄片（英文）